# Грань (сезон 1)
Первый сезон американского телесериала «Грань», который транслировался на телеканале Fox с 9 сентября 2008 года по 12 мая 2009 года. Для первого сезона был снят 21 эпизод, но показали только 20. Последний эпизод «Unearthed» был показан во время второго сезона 11 января 2010 года. В России сериал был показан на телеканале ТВ3.

## Сюжет
В сериале рассказывается о специальном агенте ФБР Оливии Данэм, безумном учёном Уолтере Бишопе и его сыне Питере, которые исследуют аспекты науки «за гранью», такие как телепатия, левитация, невидимость, реинкарнация, генетическая мутация и так далее. Происходит ряд загадочных событий, называемых «Моделью».
В «Модель» входят такие явления, как ускоренное старение (новорождённый ребёнок за считанные минуты взрослеет и умирает), необъяснимые явления (автобус наполняется странным веществом, которое мгновенно затвердевает, а пассажиры становятся как комары, заточённые в янтаре) и многие другие аномалии.
Это выглядит так, как будто кто-то экспериментирует над целым миром, а Оливия, Питер и Уолтер берутся за расследование этих странных событий, чтобы определить их источник. Они обнаруживают связь «Модели» с корпорацией под названием «Мэссив Дайнемик», которая является ведущей глобальной исследовательской компанией, с множеством патентов на новые и важные технологии.
По мере расследования аномальных явлений, они узнают, что существует параллельная Вселенная, где есть другая Оливия Данэм и другой Уолтер Бишоп. Уолтер из нашей Вселенной нарушил баланс между Мирами, забрав из параллельной Вселенной смертельно больного Питера. Как следствие этого и появилась «Модель». Но как выяснилось позже, все это лишь огромный план, который долгое время воплощался «наблюдателями».

## В ролях

### Основной состав
| - Анна Торв — Оливия Данэм (20 эпизодов) - Джошуа Джексон — Питер Бишоп (20 эпизодов) - Лэнс Реддик — Филипп Бройлз (20 эпизодов) - Керк Асеведо — Чарли Фрэнсис (20 эпизодов) | - Блэр Браун — Нина Шарп (10 эпизодов) - Джесика Николь — Астрид Фарнсворт (20 эпизодов) - Марк Вэлли — Джон Скотт (7 эпизодов) - Джон Ноубл — Уолтер Бишоп (20 эпизодов) |

### Второстепенный состав
| - Майкл Керверис — Сентябрь/Наблюдатель (20 эпизодов) - Эри Грейнор — Рэйчел Данэм (7 эпизодов) - Лили Пилблад — Элла Блейк (7 эпизодов) - Чанс Келли — Митчелл Лоэб (5 эпизодов) - Майкл Гастон — Санфорд Харрис (4 эпизода) | - Джаред Харрис — Дэвид Роберт Джоунс (4 эпизода) - Трини Альварадо — Саманта Лоэб (2 эпизода) - Кларк Миддлтон — Эдвард Маркхэм (1 эпизод) - Леонард Нимой — доктор Уильям Белл (1 эпизод) - Дэвид Колл — Ник Лейн (1 эпизод) |

## Эпизоды
| № общий | № в сезоне | Название                                                               | Режиссёр             | Автор сценария                                                                    | Дата премьеры    | Произв. код | Зрители в США (млн) |
| --- | ---------- | ---------------------------------------------------------------------- | -------------------- | --------------------------------------------------------------------------------- | ---------------- | ----------- | ------------------- |
| 1 | 1          | «Pilot» «Пилотная серия»                                               | Алекс Грейвз         | Дж. Дж. Абрамс, Алекс Куртцман и Роберто Орси                                     | 9 сентября 2008  | 276038      | 9,13                |
| Агент ФБР Оливия Данэм расследует гибель всех пассажиров авиарейса следующего из Гамбурга в Бостон. В ходе расследования ранен её напарник Джон Скотт, каким-то странным ранением, с которым никто из врачей не сталкивались. В отчаянии Оливия понимает, что ей может помочь доктор Уолтер Бишоп, которого считали безумным учёным и теперь он находится в психиатрической лечебнице. Поговорить с ним можно только при участии одного из его родственников, но у него их не осталось, кроме его единственного сына Питера. Питер оказался преступником, который сейчас в розыске, но несмотря на это Оливия уговаривает его. Уолтера выписывает сын. После Уолтер требует свою бывшую лабораторию и корову. Помощница Оливии Астрид привозит корову. Наконец Уолтер соглашается помочь. Оливия продолжает расследование и знакомится с Ниной Шарп, влиятельным руководителем корпорации «Мэссив Дайнемик». Оливия, Питер и доктор Бишоп вместе начнут раскрывать тайну рейса 627. Они соединяют разум Оливии и Джона Скотта, чтобы узнать виновника рейса 627, который и ранил Джона Скотта. Но позже Оливия узнает, что Джон оказался предателем и убил виновника гибели рейса 627. Джон сделает попытку сбежать. Оливия пускается в погоню. Джон Скотт попадает в аварию и погибает. Оливия, Питер и доктор Бишоп сделают первый шаг на пути к осознанию истины, которая находится за гранью нашего понимания. |            |                                                                        |                      |                                                                                   |                  |             |                     |
| 2 | 2          | «The Same Old Story» «История повторяется»                             | Пол Эдвардс          | Джефф Пинкнер, Дж. Дж. Абрамс, Алекс Куртцман и Роберто Орси                      | 16 сентября 2008 | 3T7651      | 13,27               |
| Оливия, Питер и Уолтер Бишоп расследуют необычную гибель женщины, которая родила ещё более необычного ребёнка. Женщина была беременна менее часа, однако новорожденный был доношен и более того — постарел на 80 лет в считанные минуты. Позже группа обнаруживает то же самое ещё раз. Оливия говорит, что ещё до этого она вместе с Джоном пыталась поймать серийного убийцу, который и является виновником в этих происшествиях. Питер и Уолтер решают, что нужно смотреть изображение в сетчатке глаза у той женщины, но для этого нужен специальный прибор. За этим прибором Оливия обращается за помощью к Нине Шарп из «Мэссив Дайнемик». Уолтер неожиданно вспоминает где он оставил свою машину 17 лет назад. Серийного убийцу поймает Оливия, но тот стареет прямо у неё на глазах. Расследование заканчивается и Уолтер после того как Питер ушёл, начинает говорить Оливии, что когда-то с Питером был клинический случай, но передумает и не договаривает. Ночью Уолтер начинает говорить какие-то числа. |            |                                                                        |                      |                                                                                   |                  |             |                     |
| 3 | 3          | «The Ghost Network» «Призрачная сеть»                                  | Фредерик И. О. Туа   | Дэвид Х. Гудман и Дж. Р. Орси                                                     | 23 сентября 2008 | 3T7652      | 9,42                |
| Рой утверждает, что получает видения от Бога. В одном из своих видений он видит странный случай с пассажирами автобуса. Кто-то выпустил неизвестный газ, который как-то реагирует с азотом воздуха и превращается в твердый материал вместе с пассажирами. Теперь команда должна найти ответственного за случай в автобусе при помощи видений Роя. Сможет ли Доктор Бишоп извлечь видения, не убивая Роя? И всё-таки команда смогла выполнить задачу. Позже Бройлз передаёт странный газ Нине Шарп. |            |                                                                        |                      |                                                                                   |                  |             |                     |
| 4 | 4          | «The Arrival» «Прибытие»                                               | Пол Эдвардс          | Дж. Дж. Абрамс и Джефф Пинкнер                                                    | 30 сентября 2008 | 3T7653      | 9,91                |
| Группа исследует странный цилиндр, найденный после взрыва на стройплощадке в Нью-Йорке. Оливия обнаруживает связь между загадочными происшествиями. Начиная с рейса 627 до цилиндра всё время незаметно появлялся странный человек, на которого Оливия не обратила внимание раньше. Он был лысым и без бровей. Бройлс называет его наблюдателем, потому что он никогда не вмешивается, а только наблюдает за странными явлениями. Исследуя цилиндр, Уолтер сталкивается с чем-то ранее знакомым. Он взял цилиндр и спрятал его. Там он встречает того самого наблюдателя. Позже Уолтера поймают за то, что он украл цилиндр, но отпускают. Позже Уолтер рассказывает Питеру о наблюдателе, который наблюдает необъяснимые явления. Также рассказывает о том, как он и Питер чуть не утонули в воде, и что их тогда спас наблюдатель. |            |                                                                        |                      |                                                                                   |                  |             |                     |
| 5 | 5          | «Power Hungry» «Подзарядка»                                            | Кристофер Мисиано    | Джейсон Кэхилл и Джулия Чо                                                        | 14 октября 2008  | 3T7654      | 9,16                |
| Происходят опасные и смертельные случаи, когда у довольно простого человека обнаруживается способность управлять электричеством. Наше трио начинает расследование этого необыкновенного инцидента. Параллельно с расследованием у Оливии происходит ещё более шокирующая встреча, а доктор Бишоп прибегает к помощи почтовых голубей. |            |                                                                        |                      |                                                                                   |                  |             |                     |
| 6 | 6          | «The Cure» «Исцеление»                                                 | Билл Иглз            | Фелисия Д. Хэндерсон и Брэд Калеб Кейн                                            | 21 октября 2008  | 3T7655      | 8,91                |
| После того, как несколько недель назад было объявлено о том, что женщина пропала без вести, она появляется с редкой болезнью в пригороде Массачусетса и по непонятным причинам вызывает мучительную боль и последующую смерть у тех, с кем она сталкивается. В ходе расследования этого события у женщины обнаруживается опасный уровень радиации, а также необычные обстоятельства, окружающие этот случай, указывающие на незаконные испытания лекарственных препаратов на человеке и, возможно, кое-что ещё более зловещее. Тем временем, Уолтера преследуют мысли о сахарной вате, а Питер заключает сделку с Ниной Шарп и открывается потрясающая часть прошлого Оливии. |            |                                                                        |                      |                                                                                   |                  |             |                     |
| 7 | 7          | «In Which We Meet Mr. Jones» «Как мы познакомились с мистером Джонсом» | Брэд Андерсон        | Дж. Дж. Абрамс и Джефф Пинкнер                                                    | 11 ноября 2008   | 3T7656      | 8,61                |
| Агента ФБР при смерти, доставляют в больницу, где обнаруживается, что его сердце обвивает какой-то загадочный организм. Агент ФБР был Митчелом Лоебом. Доктор Бишоп уверяет, что это своего рода генетически паразит, созданный чтобы полностью поглотить сердце человека. Оливия отправляется в тюрьму, находящуюся в Германии, так как там находится человек способный помочь избавить умирающего агента от паразита. Этим человеком оказался Джонс. Он обещает, что поможет с паразитом, но он хочет узнать где живёт некий джентльмен. Ответ может дать Джозеф Смит, но к этому времени он был мёртв, так как Бройлс посчитал его за шпиона. Но Уолтера это мало волновало. Он решает, что минимальная функция организма поможет, в качестве подопытного он использует Питера. Ответом оказался Литтл Хилл, которому Джонс был доволен и помог со средствами против паразита. Но в конце оказывается, что настоящим шпионом был только что спасённый агент и слова произнесённые Джозефом Смитом были ценными для него. |            |                                                                        |                      |                                                                                   |                  |             |                     |
| 8 | 8          | «The Equation» «Уравнение»                                             | Гвинет Хордер-Пейтон | Дж. Р. Орси и Дэвид Х. Гудман                                                     | 18 ноября 2008   | 3T7657      | 9,18                |
| Женщина, которая вот уже десять лет считается погибшей, с помощью мерцания зеленых и красных огоньков похищает маленького мальчика — музыкального гения. Оливия и компания выясняют, что женщину зовут Джоанна Оуслер, и она замешена ещё в десятках подобных случаев. В это время, доктор Бишоп вспоминает, что бывший сосед по лечебнице рассказывал что-то подобное, и Уолтер решается вернуться в Сайнт-Клер, чтобы выяснить подробности. Но там ожидает их сюрприз. Из-за того что Уолтер требовал от бывшего соседа информацию его закрывают снова. На этот раз Питер начинает беспокоиться о нём, и ему снова придётся выписывать его. К этому времени Уолтер узнает, куда похитили музыкального гения. Туда отправляются Чарли и Оливия. Они находят мальчика, но похитителю удаются скрыться. Она приносит результаты к Митчелу, герою из предыдущей серии. Результаты помогают ему заставить некое устройство работать. |            |                                                                        |                      |                                                                                   |                  |             |                     |
| 9 | 9          | «The Dreamscape» «В глубинах сознания»                                 | Фредерик И. О. Туа   | Зак Уидон и Джулиа Чо                                                             | 25 ноября 2008   | 3T7658      | 7,70                |
| Один из сотрудников «Мэссив Дайнемик» выпрыгивает из окна после нападения странных бабочек. В расследовании Оливии помогает агент Скотт, но, доведенная до отчаяния, она решается раз и навсегда удалить Скотта из своего сознания. Такое решение заставляет Оливию вернуться в бак. После того что она увидела подозрение переключается в «Мэссив Дайнемик», однако свидетель оказывается убитым. А тем временем, прежняя подруга и старые враги Питера узнают, что он вернулся в Бостон... |            |                                                                        |                      |                                                                                   |                  |             |                     |
| 10 | 10         | «Safe» «Безопасность»                                                  | Майкл Зинберг        | Дэвид Х. Гудман и Джейсон Кэхилл                                                  | 2 декабря 2008   | 3T7659      | 8,54                |
| Расследуя серию грабежей банков, Оливия, Уолтер и Питер обнаруживают одного из подозреваемых оказавшимся в стене хранилища. Уолтер вычисляет, что воры с помощью неизвестных технологий нашли способ бросить вызов законам физики, и то что они украли хорошо ему знакомо. По мере того, как продвигается расследование, загадки становятся все запутаннее, а кульминацией становится похищение одного из троицы. |            |                                                                        |                      |                                                                                   |                  |             |                     |
| 11 | 11         | «Bound» «Рубеж»                                                        | Фредерик И. О. Туа   | Дж. Дж. Абрамс, Джефф Пинкнер, Алекс Куртцман и Роберто Орси                      | 20 января 2009   | 3T7660      | 11,96               |
| Оливии удается сбежать от похитителей, но на этом проблемы не заканчиваются. Сначала, один из прошлых недругов Оливии, работающий на Службу Безопасности, начинает формальную проверку Подразделения Fringe, а затем к Оливии приезжает её сестра Рейчел. И все это в тот момент, когда Оливия, Питер и Уолтер пытаются разобраться в дико абсурдном убийстве уважаемого врача-эпидемиолога, прежде, чем возможная эпидемия выйдет из под контроля. |            |                                                                        |                      |                                                                                   |                  |             |                     |
| 12 | 12         | «The No-Brainer» «Вынос мозга»                                         | Джон Полсон          | Дэвид Гудман и Брэд Калеб Кейн                                                    | 27 января 2009   | 3T7661      | 11,62               |
| Оливия, Питер и Уолтер расследуют смерть продавца автомобилей, найденного покрытым чем-то липким, в точности, как и человек с другого конца страны. Уолтер обнаруживает, что липкая субстанция — это мозговая жидкость. Тем временем, Питер пытается предостеречь своего отца от его прошлого, а одному из любимых Оливии — угрожает опасность. |            |                                                                        |                      |                                                                                   |                  |             |                     |
| 13 | 13         | «The Transformation» «Превращение»                                     | Брэд Андерсон        | Зак Уидон и Дж. Р. Орси                                                           | 3 февраля 2009   | 3T7662      | 12,78               |
| На месте крушения международного аэробуса, обнаруживаются необычные останки. Происходящие события, заставляют Оливию вернуться в бак, что в конечном итоге позволяет ей узнать правду о Джоне Скотте, а затем и найти причастных к случившемуся на борту самолета. |            |                                                                        |                      |                                                                                   |                  |             |                     |
| 14 | 14         | «Ability» «Способность»                                                | Норберто Барба       | История: Глен Уитмен и Роберт Чьяпетта Телесценарий: Дэвид Х. Гудман              | 10 февраля 2009  | 3T7663      | 9,83                |
| Мистер Джонс возвращается, чтобы провести первый тест над Оливией. Тем временем Питер и Оливия находят книгу ZFT. |            |                                                                        |                      |                                                                                   |                  |             |                     |
| 15 | 15         | «Inner Child» «Связущий ребенок»                                       | Фредерик И. О. Туа   | Брэд Калеб Кейн и Джулиа Чо                                                       | 7 апреля 2009    | 3T7664      | 9,88                |
| Строители находят ребёнка в туннеле под заброшенным зданием, у него проявляются незаурядные способности. В то же время объявляется некий Художник, что вынуждает Оливию возобновить очередное дело прошлых лет. |            |                                                                        |                      |                                                                                   |                  |             |                     |
| 16 | 16         | «Unleashed» «На волю»                                                  | Брэд Андерсон        | Зак Уидон и Дж. Р. Орси                                                           | 14 апреля 2009   | 3T7665      | 10,15               |
| Активисты общества защиты животных выпускают на волю нечто, воспоминание о чём способно напугать Уолтера. Нападению чудовища подвергается агент Фрэнсис. |            |                                                                        |                      |                                                                                   |                  |             |                     |
| 17 | 17         | «Bad Dreams» «Кошмары»                                                 | Акива Голдсман       | Акива Голдсман                                                                    | 21 апреля 2009   | 3T7666      | 9,89                |
| Оливию начинают преследовать ночные кошмары, в которых она хладнокровно убивает совершенно незнакомых ей людей. Но проснувшись, она выясняет, что убийства, которые она видит в своих снах, реальны. |            |                                                                        |                      |                                                                                   |                  |             |                     |
| 18 | 18         | «Midnight» «Полночь»                                                   | Бобби Рот            | Дж. Х. Уаймен и Эндрю Крайсберг                                                   | 28 апреля 2009   | 3T7667      | 9,62                |
| Команда «За гранью» получает новое дело после того, как некто убивает людей, лишая их спинномозговой жидкости. Когда убийства продолжают совершаться с увеличивающейся частотой, Оливия, Питер и Уолтер идут на отчаянные меры, чтобы остановить их. |            |                                                                        |                      |                                                                                   |                  |             |                     |
| 19 | 19         | «The Road Not Taken» «Неизбранный путь»                                | Фредерик И. О. Туа   | История: Акива Голдсман Телесценарий: Джефф Пинкнер и Дж. Р. Орси                 | 5 мая 2009       | 3T7668      | 9,25                |
| Сначала дурные сны Оливии стали реальностью, а теперь она грезит наяву, видя перед своими глазами вещи, которых на самом деле не существует. Расследуя будоражащий нервы случай о женщине, которая спонтанно воспламенилась, Оливии приходится отправиться в опасные уголки своих необъяснимых видений за подсказками. Тем временем Уолтер признается в том, что манифест Z.F.T. ему знаком, а секретный проект Питера помогает в распутывании тайны. |            |                                                                        |                      |                                                                                   |                  |             |                     |
| 20 | 20         | «There's More Than One of Everything» «Нет ничего уникального»         | Брэд Андерсон        | История: Акива Голдсман и Брайан Бёрк Телесценарий: Джефф Пинкнер и Дж. Х. Уаймен | 12 мая 2009      | 3T7669      | 9,28                |
| Ответы будут получены, наблюдения увенчаются успехом, чья-то преданность будет проверена, а истина будет раскрыта. |            |                                                                        |                      |                                                                                   |                  |             |                     |

## Отзывы критиков
На основе двадцати пяти критических рецензий Metacritic поставил сезону средневзвешенную оценку 67 из 100. Брайан Лоури из Variety заметил, что несмотря на красиво сделанные сцены, «Грани» не хватает какого-то элемента, чтобы повторить популярность «Остаться в живых». Журналист Entertainment Weekly Джефф Дженсен отметил «неуверенный старт долгожданного триллера», но сказал, что финал сериала вызвал «невероятный всплеск активности в чатах, когда множество людей обсуждали „Грань“: „Леонард Нимой! Альтернативная реальность! А Питер действительно умер?!?“», таким образом преодолев скептицизм некоторых зрителей и критиков. Рэмси Айслер из IGN назвал «Грань» одним из лучших сериалов телеканала Fox, поставив его в один ряд с «Секретными материалами». Как и другие критики, он отметил в сериале переход от посредственности к грандиозности.